# Вэньшан
Вэньша́н (кит. упр. 汶上, пиньинь Wénshàng) — уезд городского округа Цзинин провинции Шаньдун (КНР). Название уезда означает «сверху (то есть к северу) от реки Вэньшуй».

## История
При империи Хань здесь был создан уезд Дунпинлу (东平陆县). В эпоху Южных и Северных династий иероглиф «дун» был отброшен, и уезд стал называться просто Пинлу (平陆县). При империи Тан в 742 году уезд был переименован в Чжунду (中都县). При империи Цзинь в 1153 году он сменил название на Вэньян (汶阳县), а с 1208 года начал носить название Вэньшан.
В 1949 году был образован Специальный район Тайси (泰西专区), и уезд Вэньшан вошёл в его состав. В 1950 году Специальный район Тайси был расформирован, и уезд Вэньшан был передан в состав Специального района Тайань (泰安专区). В 1953 году уезд был передан в состав свежесозданного Специального района Цзинин (济宁专区). В 1967 году Специальный район Цзинин был переименован в Округ Цзинин (济宁地区). 30 августа 1983 года постановлением Госсовета КНР округ Цзинин был преобразован в городской округ Цзинин.

## Административное деление
Уезд делится на 2 уличных комитета, 11 посёлков и 2 волости.